# Quercus rubra
Quercus rubra là một loài thực vật có hoa trong họ Cử. Loài này được Carl von Linné miêu tả khoa học đầu tiên năm 1753.
Đây là loài bản địa Bắc Mỹ, ở miền đông và miền trung Hoa Kỳ và đông nam và nam trung Canada. Loài sồi này mọc từ cuối phía bắc của Ngũ Đại hồ, phía đông đến Nova Scotia, phía nam xa như Georgia, Alabama, và Louisiana, và phía tây đến Oklahoma, Kansas, Nebraska và Minnesota. Loài này được du nhập đến các khu vực nhỏ ở Tây Âu, nơi chúng thường xuyên có thể được nhìn thấy trồng trong khu vườn và công viên. Loài sồi này thích đất tốt có tính axit nhẹ. Thường được gọi là sồi đỏ, sồi đỏ phía bắc được đặt tên để phân biệt với gỗ sồi đỏ phía nam (Q. falcata), còn được gọi là sồi Tây Ban Nha. Nó cũng là cây tiểu bang của New Jersey và cây của tỉnh Prince Edward Island.

## Hình ảnh

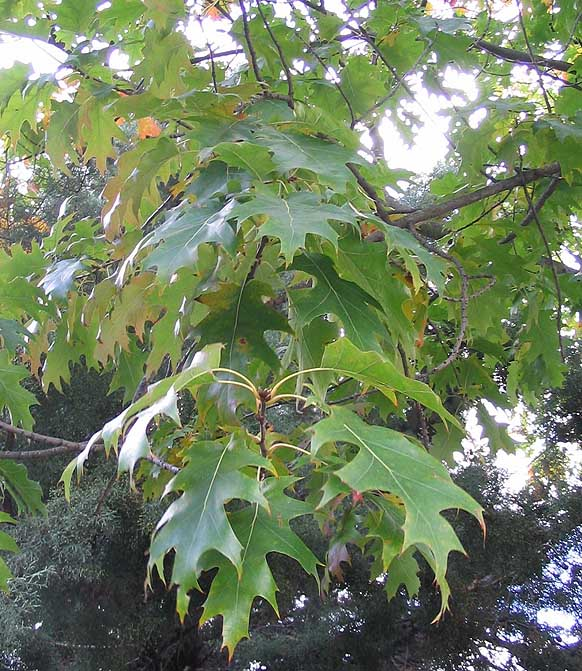
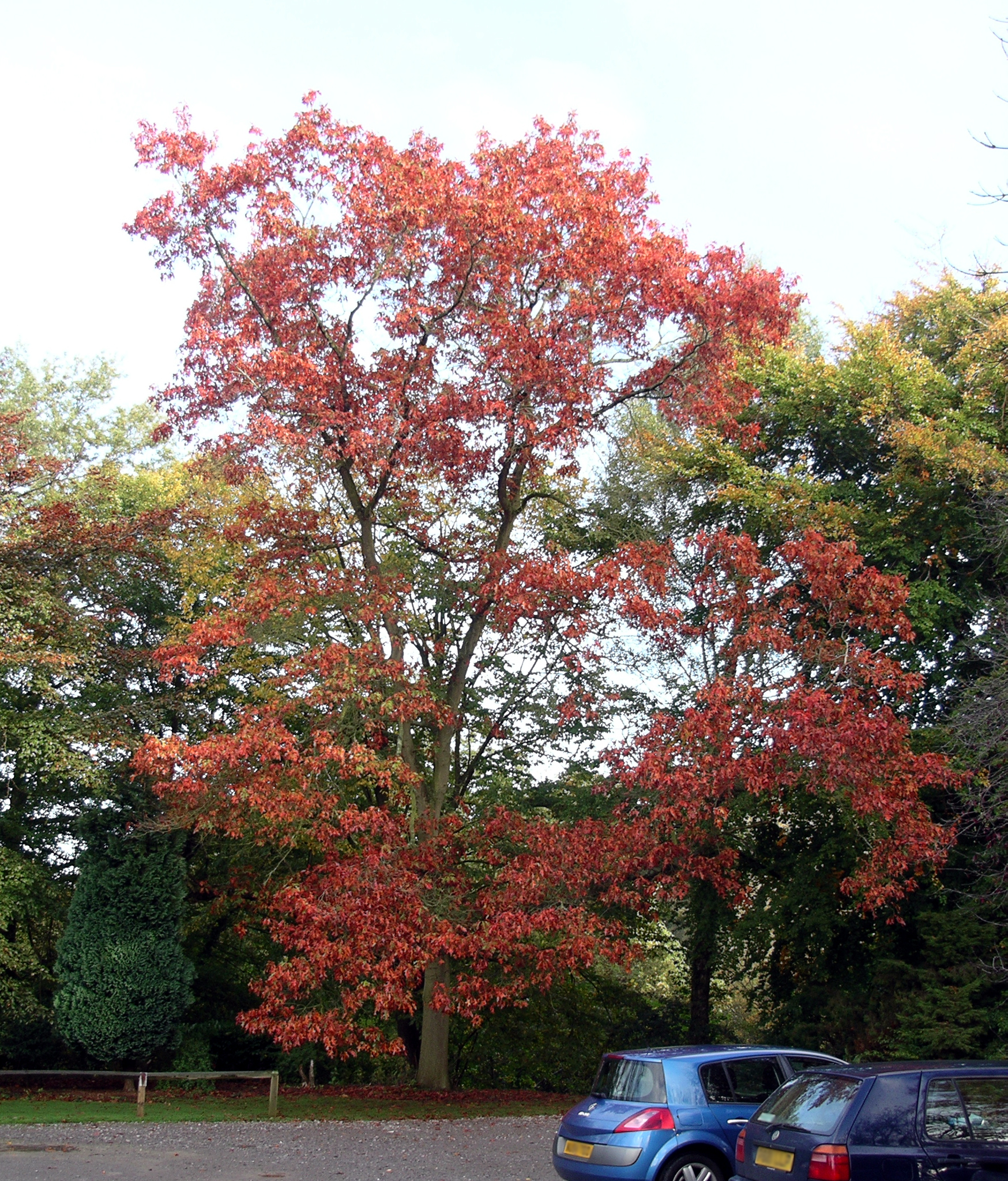